# Huainan
 Der er for få eller ingen kildehenvisninger i denne artikel, hvilket er et problem. Du kan hjælpe ved at angive troværdige kilder til de påstande, som fremføres i artiklen.

Huainan (Kinesisk skrift: 淮南; pinyin: Huáinán) er en by på præfekturniveau i provinsen Anhui i den centrale del af Kina. Den har et areal på 	2.596,4 km², og befolkningen anslås (2004) til 2,31 millioner mennesker. Floden Huai He løber gennem præfekturet.

## Administrative enheder
Huainan er inddelt i fem distrikter og et amt:
- Distriktet Tianjia'an (田家庵区), 239 km², 500.000 indbyggere, præfekturets administrationsby;
- Distriktet Datong (大通区), 314 km², 180.000 indbyggere;
- Distriktet Xiejiaji (谢家集区), 273 km², 330.000 indbyggere;
- Distriktet Bagongshan (八公山区), 93 km², 170.000 indbyggere;
- Distriktet Panji (潘集区), 607 km², 430.000 indbyggere;
- Amtet Fengtai (凤台县), 1.000 km², 700.000 indbyggere.

## Trafik
Kinas rigsvej 206 går fra kystbyen Yantai til kystbyen Shantou i provinsen Guangdong. Den går gennem provinserne Shandong, Jiangsu, Anhui, Jiangxi og til slutt Guangdong.

## Historie
Byen Huainan blev grundlagt af bønder 283 f.Kr., og blev Anhuis «kornkammer» på grund af sine store landbrugsarealer. 
I 1112 foretog borgmester Gohku Wong en folketælling som kom til et indbyggertal på 15.923.
Efter mange århundredes vækst og udvikling fulgte de såkalt «halvtres sorte år». Fra 1580 til 1630 var det uår; der udbrød alvorlig hungersnød og antallet af arbejdsløse steg hurtigt. Der fandt en hurtig affolkning af byen sted. I 1630 var der en storm som rasede i en uge, og byen blev næsten fuldstændig raseret. Men efter stormen var markerne igen frugtbare, og byen blev genopbygget og fik et hurtigt økonomisk opsving. 
Byen blev et kulturelt og religiøst centrum, og kejserne byggede flere residenser i området.